# Lenguas hmong
Las lenguas hmong (o miao) pertenecen a la familia lingüística Hmong-Mien, que incluye varias lenguas habladas por grupos miao (como los hmong, hmu y xong), el pa-hng y las lenguas "bunu" usados por los yao.

## Aspectos

### Denominación de las lenguas
La denominación más común para estas lenguas es Miao (苗), el término chino y el único usado por los miao de China. Sin embargo, hmong se usa más ampliamente en occidente, particularmente en Estados Unidos donde existe una importante migración hmong. Muchos inmigrantes de esta etnia prefieren el término hmong y consideran la denominación miao como peyorativa (aunque dicho término tiene connotaciones negativas en el dialecto sinítico de Guizhou, sigue siendo el término general y neutral usado por los miao de China).
Por otra parte las diferentes lenguas hmong usados por el grupo étnico miao, tienen diferentes nombres. Pueden distinguirse tres ramas principales, que a continuación se nombre de acuerdo con los nombres dados por Purnell (en inglés y chino), Ma y Ratliff, así como los nombres descriptivos basados en los patrones de colores de sus trajes tradicionales:
| Multitree | Autónimo | Purnell                     | (en chino)                    | Ma              | Ratliff             | color del traje                    |
| --------- | -------- | --------------------------- | ----------------------------- | --------------- | ------------------- | ---------------------------------- |
| hmpr      | —*       | Sichuan–Guizhou–Yunnan Miao | Chuanqiandian Miao (川黔滇苗) | Miao occidental | Hmong occidental    | Blanco, Azul/Verde, Floreado, etc. |
| xian      | Xong     | Hunan Miao occidental       | Xiangxi Miao (湘西苗)         | Miao oriental   | Hmong septentrional | Miaos rojos/Meo                    |
| qian      | Hmu      | Eastern Guizhou Miao        | Qiandong Miao (黔东苗)        | Miao central    | Hmong oriental      | Miaos negros                       |

* No existe un nombre común, los hablantes de maio usan formas como Hmong (Mong), Hmang (Mang), Hmao, Hmyo. Los hablantes de yao usan nombres basados en la forma Nu.
La Hunan Province Gazetteer (1997) da los siguientes autónimos para varios grupos clasificados por el gobierno simplemente como miaos:
- Xiangxi Prefecture: Guoxiong 果雄, Gexiong 仡熊; Guochu 果楚 (ceremonial)
- Luxi County and Guzhang County: Suo 缩, Shuang 爽
- Jingzhou County: Mu 目, Naimu 乃目
- Chengbu County: Mao 髳

### Distribución geográfica
- Laos 8%
- Vietnam 1,9%
- China 0,72%
- Estados Unidos 0,064%

## Descripción lingüística

### Alfabeto y escritura
Entre 1951 y 1953 se desarrolla la adaptación al alfabeto latino en Laos. En 1959 Shong Lue Yang, desarrolla el alfabeto Pahawh.
Las lenguas hmong se escribieron tradicionalmente mediante diferentes adaptaciones de la escritura china. Alrededor de 1905, Samuel Pollard introdujo el alfabeto latino adaptado, llamado alfabeto de Pollard, para el a-hmao, y este pasó a ser usado también para el hmong daw.
En los años 1950, se diseñaron también romanizaciones basadas en el pin-yin por parte de las autoridades chinas para otras tres variedades de miao: el xong, el hmu y el miao chuanquiandi, así como un alfabeto especial para el a-hmao para substituir a la transcripción Pollard (ahora conocida como "antiguo miao"), aunque el alfabeto Pollard sigue siendo ampliamente usado. Esto significó que diferentes ramas de miao usaron sistemas de escritura basados en estandarizaciones diferentes. Wu y Yang (2010) señalan que deberían desarrollarsse estandirizaciones para las seis variedades primarias del grupo Chuangqiandi.

### Comparación léxica
Los numerales en diferentes lenguas hmong son:
|                                       | 1     | 2      | 3        | 4      | 5       | 6              | 7       | 8     | 9       | 10     |
| ------------------------------------- | ----- | ------ | -------- | ------ | ------- | -------------- | ------- | ----- | ------- | ------ |
| Proto-Hmong-Mien                      | *ʔɨ   | *ʔu̯i   | *pjɔu    | *plei  | *prja   | *k-ruk, *t-luk | *dzjuŋH | *jat  | *N-ɟuə  | *gju̯əp |
| Proto-Hmong                           | *ʔeᴬ  | *ʔauᴬ  | *ptsæᴬ   | *ploiᴬ | *ptʂaᴬ  | *tɭ̥əᶜ          | *dʐoŋᶜ  | *ʑaᴰ  | *dʑɔuᴬ  | *ɟəᴰ   |
| Pa-Hng (Gundong)                      | ji11  | wa35   | po35     | ti35   | tja35   | tɕu55          | tɕaŋ44  | ji42  | ko33    | ku42   |
| Wunai (Longhui)                       | i35   | ua35   | po35     | tsi35  | pia35   | tju55          | tɕa21   | ɕi31  | ko33    | kʰu31  |
| Younuo                                | je22  | u33    | pje33    | pwɔ33  | pi33    | tjo35          | sɔŋ31   | ja21  | kiu13   | kwə21  |
| Jiongnai                              | ʔi53  | u44    | pa44     | ple44  | pui44   | tʃɔ35          | ʃaŋ22   | ʑe32  | tʃu33   | tʃɔ35  |
| She (Chenhu)                          | i35   | u22    | pa22     | pi35   | pi22    | kɔ31           | tsʰuŋ42 | zi35  | kjʰu53  | kjʰɔ35 |
| Xiangxi Miao occidental (Layiping)    | ɑ44   | ɯ35    | pu35     | pʐei35 | pʐɑ35   | ʈɔ53           | tɕoŋ42  | ʑi33  | tɕo31   | ku33   |
| Xiangxi Miao oriental (Xiaozhang)     | a33   | u53    | pu53     | ɬei53  | pja53   | to33           | zaŋ13   | ʑi35  | gɯ32    | gu35   |
| Qiandong Miao septentrional (Yanghao) | i33   | o33    | pi33     | l̥u33   | tsa33   | tʲu44          | ɕoŋ13   | ʑa31  | tɕə55   | tɕu31  |
| Qiandong Miao meridional (Yaogao)     | tiŋ24 | v13    | pai13    | tl̥ɔ13  | tɕi13   | tju44          | tsam22  | ʑi244 | tɕu31   | tɕu24  |
| Pu No (Du'an)                         | i454  | aːɤ454 | pe454    | pla454 | pu454   | tɕu423         | saŋ212  | jo42  | tɕu22   | tɕu42  |
| Nao Klao (Nandan)                     | i42   | uɔ42   | pei42    | tlja42 | ptsiu33 | tɕau32         | sɒ31    | jou54 | tɕau24  | tɕau54 |
| Nu Mhou (Libo)                        | tɕy33 | yi33   | pa33     | tləu33 | pja33   | tjɤ44          | ɕoŋ31   | ja32  | tɕɤ55   | tɕɤ32  |
| Nunu (Linyun)                         | i53   | əu53   | pe53     | tɕa53  | pɤ53    | tɕu23          | ʂɔŋ22   | jo22  | tɕu32   | tɕu22  |
| Tung Nu (Qibainong)                   | i55   | au33   | pe33     | tɬa33  | pjo33   | ʈu41           | sɔŋ21   | ʑo21  | tɕu13   | tɕu21  |
| Pa Na                                 | ʔa31  | ʔu13   | pa13     | tɬo13  | pei13   | kjo35          | ɕuŋ22   | ʑa53  | tɕʰu313 | tɕo53  |
| Hmong Shuat (Funing)                  | ʔi55  | ʔau55  | pʲei55   | plɔu55 | pʒ̩55    | tʃɔu44         | ɕaŋ44   | ʑi21  | tɕa42   | kɔu21  |
| Hmong Dleub (Guangnan)                | ʔi55  | ʔɑu55  | pei55    | plou55 | tʃɹ̩55   | ʈɻou44         | ɕã44    | ʑi21  | tɕuɑ42  | kou21  |
| Hmong Nzhuab (Maguan)                 | ʔi54  | ʔau43  | pei54    | plou54 | tʃɹ̩54   | ʈou44          | ɕaŋ44   | ʑi22  | tɕuɑ42  | kou22  |
| Dian Miao nororiental (Shimenkan)     | i55   | a55    | tsɿ55[7] | tl̥au55 | pɯ55    | tl̥au33         | ɕaɯ33   | ʑʱi31 | dʑʱa35  | ɡʱau31 |
| Raojia                                | i44   | ɔ44    | poi44    | ɬɔ44   | pja44   | tju33          | ɕuŋ22   | ʑa53  | tɕa55   | tɕu53  |
| Xijia Miao (Shibanzhai)               | i55   | u31    | pzɿ31[7] | pləu31 | pja31   | ʈo24           | zuŋ24   | ja33  | ja31    | ʁo31   |
| Gejia                                 | i33   | a33    | tsɪ31    | plu33  | tsia33  | tɕu55          | saŋ31   | ʑa13  | tɕa24   | ku133  |